# Рідна Українська Національна Віра

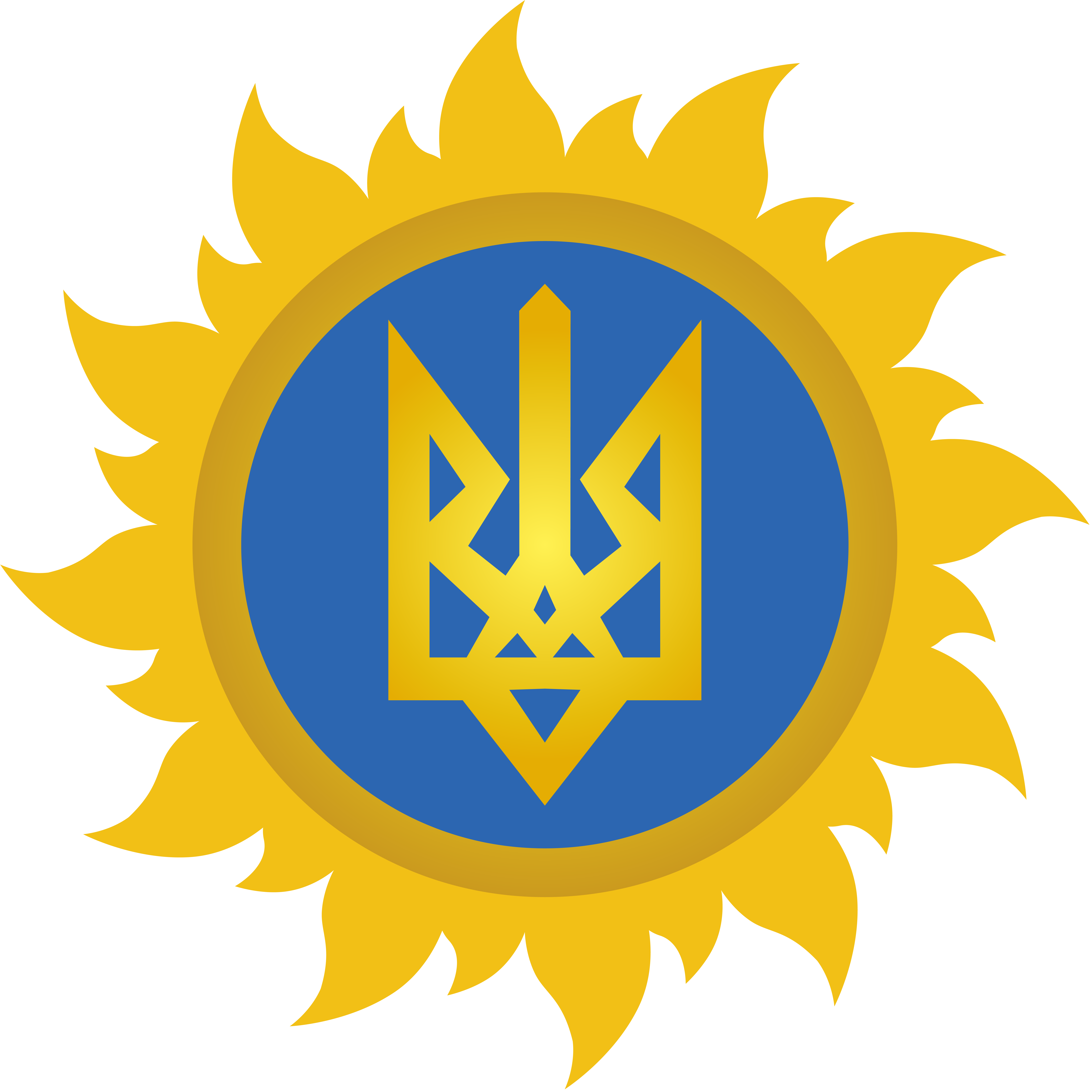
Символ РУНВіри

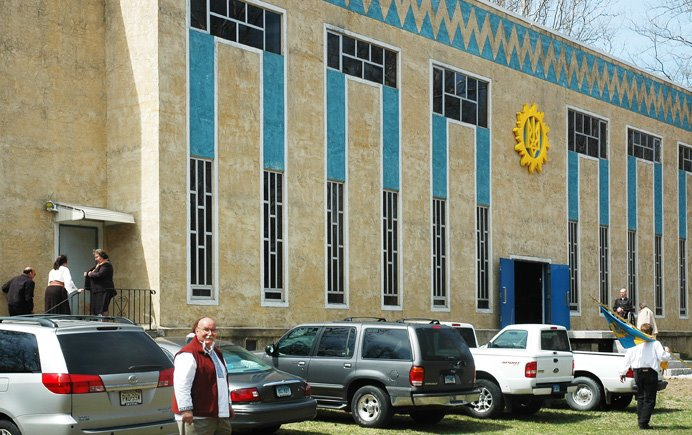
Святиня РУНВіри в Спрінг Ґлені

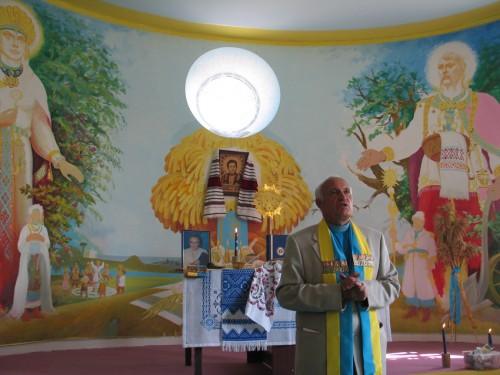

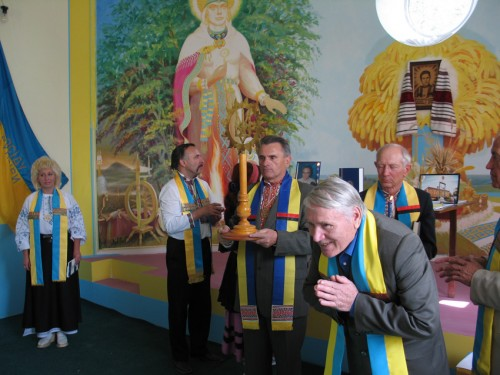

Рі́дна Украї́нська Націона́льна Ві́ра (РУНВі́ра) — українська неоязичницька, рідновірська релігійна організація.
РУНВіра є відповіддю космополітичним та атеїстичним настроям в Україні. За думкою її прихильників, вона відтворює національні особливості українського народу, як, наприклад, юдаїзм — єврейського чи синтоїзм — японського.
Учення спрямоване на українців, яким цікавий стародавній світогляд власного народу, які прагнуть відзначати рідні свята, жити за рідними багатолітніми звичаями та обрядами, котрі своїм корінням сягають ще дохристиянських часів.
Назва Бога в РУНВірі — Дажбог (Датель Буття).
Ідейним натхненником РУНВіри є Лев Силенко (1921—2008) — Духовний Учитель і Пророк, який, реформувавши стародавню (дохристиянську) віру, проголосив РУНВіру (Рідну Українську Національну Віру), віру в Єдиного Господа Дажбога.
Перші проповіді РУНВіри Лев Силенко почав у США 1964 року. 3 грудня 1966 року в Чикаго була офіційно зареєстрована перша громада РУНВіри.
РУНВіра стверджує, що релігій багато, тому що є багато неоднакових розумінь Бога. Є релігії інтернаціональні: буддизм, християнство, іслам. І є народи, які мають національні релігії (японці, індуси, юдеї, китайці та інші). Вони своїми національними вірами установлюють своє окремішне (незалежне) місце в духовному житті людства. 
РУНВіра критикує поклоніння єврейським святиням (Єрусалим, Вифлеєм, Йордан), тому що, на їхню думку, український народ має свої святині (Дніпро, Київ, Хортиця та ін.).
Одним із понять вчення є Духовна Незалежність, котра є священною і покликана обороняти національну свідомість. Згідно з РУНВірою, "щоб був Один народ, Одна Віра, Одна Влада, Одна Єдність Тобою" (МВ 52:5,3)
Найбільша громада РУНВіри у Львові та Києві. У світі понад 300 громад РУНВіри.
Протягом 2003-2018 (11003-11018 за язичницьким календарем) років в Україні виходив часопис «Рідна Віра» (Реєстраційне посвідчення ДЦ № 933). Вже з №9, 05 року часопис став "центром Силенкиян", що призвело до занепаду громад РУНВіри. Силенко нікому не каже: "Будь Силенком!", ні, він кожному каже: "Будь сам собою, ти внук Дажбожий, не поклоняйся чужим богам!" (МВ 29:143)

## Священні символи віри
Священна книга РУНВістів (2) — «Мага Віра, 52 Дні Мислення)», що у перекладі з санскриту нібито означає «Могутня Віра». Автором книги є Лев Силенко. Видання покликане реформувати давню політеїстичну віру Русі в монотеїстичну релігію сучасного зразка. Книга «Святе вчення» складена без участі Л.Т.Силенка, тому містить ряд невідповідностей тексту "Мага Віри".
Головним символом РУНВіри є зображення трисуття (тризуба), що означає світ видимий, явний, дійсний (Яв), духовний (Нав), та світ правил Дажбожих, освячених звичаями, досвідами, обрядами Прародителів наших (Прав). (МВ 23:63, МВ 24:152) 
Датою початку літочислення  у РУНВістітів (першим роком) вважають 9 000 рік до н.е. Наприклад, 2008 рік — це 11007 рік згідно з літочисленням РУНВіри. Прив'язка до Мізинської культури, Час: 23 000 (іноді 25 000) — 14 000 (іноді 13 000) роки тому. яка була раніше, не підтвердилася.

### Сім законів правильного життя
1. Правильне Мислення: а) Воля б) Мета в) Відвага
2. Правильне Хотіння: а) Любов б) Справедливість в) Послідовність
3. Правильне виконання: а) Відповідальність б) Точність в) Дисципліна
4. Правильне ставлення до Себе й Оточення Повноцінне «Я» а) Незалежне «Я» б) Небайдуже «Я» в) Узгоджене «Я»  (МВ 48, 4 Закон правильного життя)
5. Правильне Харчування: а) Якісна Пожива б) Національне Вариво в) Обрядність
6. Правильна Любов: а) Ненависть і ощадність б) Співпереживання і Жертовність в) Душевна Краса і Вірність (МВ, 6 Закон правильного життя)
7. Правильна Віра: а) Природне Народження б) Блаженне Розуміння в) Правильне Призначення

### Заповіді РУНВіри
(МВ 48, 7 Закон правильного життя)
1. Розумій і люби Бога по-рідному.
2. Не поклоняйся чужоземним поняттям Бога.
3. Самоудосконалюй розум, душу і тіло.
4. Вір у себе.
5. Люби родичів своїх.
6. Виховуй дітей своїх у дусі Рідної Віри.
7. Шануй духовність Предків своїх.
8. Шануй свята Рідної Віри.
9. Не самозабувайся на Чужині.
10. Не обмовляй.
11. Живи для добра Вітчизни.
12. Будь правдивим свідком.
13. Обороняй свої скарби і не привласнюй чужі.
14. Не люби ворогів народу свого, не будь рабом.
15. Не лишай у біді приятеля свого.
16. Не зневірюйся.
17. Люби дітей свого і чужого народу.

## Храми
Духовний центр РУНВіри – Оріяна – розміщений у містечку Спрінг-Глен, що за 128 кілометрів північніше Нью-Йорку. Тут знаходяться Святиня Матері-України – центральний храм неоязичників‚ Священна Рада Святині, яку тривалий час з титулом “Рідний Пророк” очолював сам Лев Силенко, видавництво РУНВіри.
Центр РУНВіри – Святиня Різдва Лева Силенка – розташований в Богоявленському на місці хати, в якій народився Пророк. Тут і відбуваються всі головні заходи релігійної організації.

## Критика
РУНВіра не здобула значної популярності в Україні. Держава залишається світською, а більшість українців залишаються християнами. Язичників серед населення близько 0,1% і ця цифра не має тенденції до зростання, при цьому треба враховувати, що не всі язичники є прихильниками РУНВіри. Така ситуація може бути пов'язана з тим, що, всупереч думці «рунвірівців», така релігія не є «природньою» для українців, будучи лише романтизованим язичництвом. Крім того, роль відіграє загальне зменшення значення релігійних цінностей у сучасному світі.
Людей можуть також відлякувати ознаки секти, які є властивими РУНВірі: культ особи Лева Силенка, якого називають Пророком і Вчителем, а також ірраціональність, містицизм і відверті фальсифікації (наприклад, назва «Мага Віра» без будь-яких підстав подається як переклад із санскриту).